# Martin Mošnik
Martin Mošnik (* 11. November 1989 in Slovenj Gradec) ist ein slowenischer Squashspieler.

## Karriere
Martin Mošnik spielte von 2009 bis 2013 auf der PSA World Tour und erreichte seine höchste Platzierung in der Weltrangliste mit Rang 139 im März 2013. Mit der slowenischen Nationalmannschaft nahm er 2008 und 2009 erstmals an den Europameisterschaften teil, außerdem gehörte er bei Sloweniens beiden weiteren Teilnahmen in den Jahren 2013 und 2015 zum Kader. Im Einzel stand er 2018 und 2019 im Hauptfeld der Europameisterschaft. 2018 schied er in der ersten Runde gegen Aqeel Rehman aus, ein Jahr darauf erreichte er das Achtelfinale, in dem er Auguste Dussourd unterlag. 2011 wurde Mošnik erstmals slowenischer Landesmeister und verteidigte diesen Titel bis 2020 insgesamt neunmal in Folge.

## Erfolge
- Slowenischer Meister: 10 Titel (2011–2020)